# Polyrhachis spengeli
Polyrhachis spengeli é uma espécie de formiga do gênero Polyrhachis, pertencente à subfamília Formicinae.